# R-7

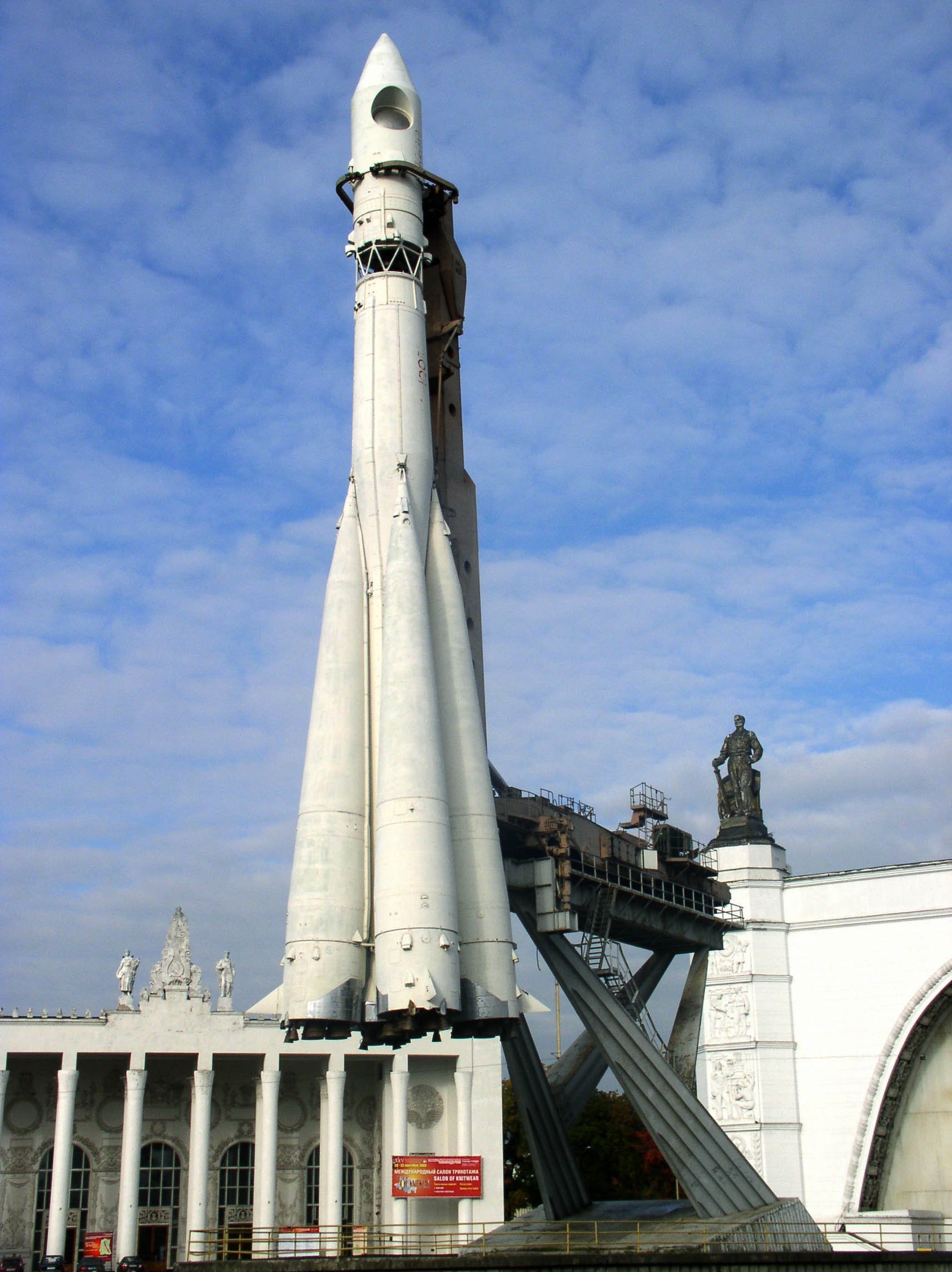
Eine auf der R-7 basierende Wostok-Trägerrakete auf der Allunionsausstellung in Moskau

R-7 von der Seite und von unten auf 20 Hauptdüsen und 12 Vernierdüsen

Die R-7 (russ. Семёрка Semjorka „die Sieben“) war die weltweit erste Interkontinentalrakete. Sie wurde in der Sowjetunion entwickelt und bildet die Basis für die bis heute eingesetzte Sojus. Die R-7 gehört zu den zuverlässigsten und ist die am meisten eingesetzte Trägerrakete in der Raumfahrt. Ab 1953 wurde sie unter der Leitung von Sergei Koroljow gebaut und eingesetzt. Mangels einer offiziellen russischen Bezeichnung wurde im Westen anfangs der DIA-Code SS-6 oder der NATO-Codename Sapwood (englisch für Splintholz) benutzt.
Die erste R-7 hatte eine Höhe von 34 m, einen Durchmesser von 3 m, wog 280 t, hatte zwei Stufen und wurde von Triebwerken angetrieben, die Flüssigsauerstoff (LOX) und Kerosin als Treibstoff verwendeten. Als ballistische Rakete konnte eine R-7 ihre Nutzlast bis zu 8800 km weit tragen, wobei die Treffgenauigkeit (50 % Wahrscheinlichkeit) bei etwa 5 km lag.

## Entwicklung
Die Geschichte der R-7 lässt sich bis zum Jahr 1950 zurückverfolgen. In jenem Jahr wurden in der Sowjetunion die ersten Studien für Flugkörper mit interkontinentaler Reichweite durchgeführt. Diese Studien untersuchten Marschflugkörper, mehrstufige ballistische Raketen und eine Kombination aus beiden. Diese Studien wurden 1951 und 1952 fortgesetzt. Der Idee einer Rakete mit gebündelten Stufen anstelle einer echten mehrstufigen Rakete wurde dabei der Vorzug gegeben und für technisch möglich befunden. Am 2. Februar 1953 erhielt das OKB-1 (heute RKK Energija) im damaligen Kaliningrad (heute Koroljow), unter Leitung von Sergei Koroljow den Auftrag, einen konkreten Vorschlag für eine 170 t schwere Rakete mit einer Reichweite von 8000 km zu erarbeiten. Der resultierende Entwurf war die R-6 (bzw. T-1), welcher aus einer zentralen Stufe bestand, um die vier R-5 Raketen gebündelt waren. Die Nutzlast sollte dabei 3 t betragen. Im Oktober 1953 wurden die Anforderungen an den Entwurf geändert. Nach dem ersten erfolgreichen sowjetischen Test einer Wasserstoffbombe am 12. August 1953 (RDS-6) sollte die neue Rakete einen thermonuklearen Sprengkopf tragen. So wurde die geforderte Nutzlast auf 5,5 t gesteigert. Mit dem R-6-Entwurf war dies aber nicht möglich, und ein gänzlich neues Programm wurde begonnen, die R-7. Diese sollte bei einer Reichweite von 8000 km eine Startmasse von 280 t besitzen. Die Entwicklung der R-7 mit dem GRAU-Index 8K71 wurde am 20. Mai 1954 autorisiert. Der Grundentwurf für die Rakete wurde im Juli 1954 fertiggestellt, und am 20. November 1954 genehmigte der Ministerrat der UdSSR den endgültigen Entwurf.
Mit der Entwicklung der R-7 stand das OKB-1 in direkter Konkurrenz zu den Entwicklungsbüros von Mjassischtschew und Lawotschkin. Diese entwickelten die interkontinentalen Marschflugkörper W-350 Burja und Objekt-40 Buran, die um die strategische Trägerrolle mit der R-7 im Wettstreit standen. Neben diesen Mitbewerbern mit einem grundsätzlich anderem Trägerkonzept, kam auch Konkurrenz innerhalb der sowjetischen Raketenindustrie hinzu. Koroljows OKB-1 war zu Beginn der Entwicklung der R-7 das einzige sowjetische Büro zum Entwurf ballistischer Großraketen. Er setzte bei der Entwicklung der R-7 auf die relativ einfache und energiereiche Treibstoffkombination aus Kerosin und Flüssigsauerstoff. Diese hatte jedoch den Nachteil, dass durch die notwendige Kühlung des Sauerstoffs dieser nicht in den Tanks der Rakete gelagert werden konnte. Dies hatte eine hohe Startvorbereitungszeit zur Folge, da man die Raketen unmittelbar vor dem Start betanken musste. Daher drängten andere Raketeningenieure, darunter der Chefentwickler für Raketentriebwerke Walentin Gluschko darauf, hypergole Treibstoffe einzusetzen. Bei den üblichen hypergolen Treibstoffkombinationen sind sowohl Brennstoff als auch Oxidator unter normalen Bedingungen flüssig und können somit dauerhaft in den Tanks von Raketen gelagert werden. Koroljow lehnte den Einsatz einer solchen Treibstoffkombination jedoch ab, da sie zum einen hochtoxisch und korrosiv sind und zum anderen weniger Energie liefern als Kerosin und Sauerstoff. Daher genehmigte der Minister für die Verteidigungsindustrie der Sowjetunion, Dmitri Ustinow, die Einrichtung eines zweiten Konstruktionsbüros für ballistische Raketen unter Leitung von Michail Jangel (SKB-586) im Juni 1954. Dieses sollte zwar zuerst nur eine ballistische Mittelstreckenrakete mit hypergolen Treibstoffen entwickeln (die R-12), aber wurde in den kommenden Jahren zum Hauptkonkurrenten des OKB-1 und der R-7.
Das Entwicklungsprogramm für die R-7 schritt 1955 und 1956 relativ problemlos voran. An der Entwicklung der Steuerungs- und Regelungssysteme war der Kybernetiker Boris Petrow beteiligt. Am 20. März wurde vom Ministerrat der UdSSR ein Dekret erlassen, welche alle Maßnahmen zum Testen und zur weiteren Entwicklung der Rakete ermöglichte. Zu diesem Zeitpunkt befand sich schon ein neues Testgelände für die neue Rakete im Bau. Frühere Raketenentwürfe der Sowjetunion wurden vom 4. Staatlichen Zentralen Testgelände Kapustin Jar im Süden der Russischen SFSR gestartet. Für die neue Rakete suchte man aber ein abgelegenes Testgelände, welches vor Spionage und Radarüberwachung geschützt war. Man begann dies in der Steppe der Kasachischen SSR nahe dem Eisenbahnhaltepunkt Tjuratam ab 1955 zu errichten. Später benannte man dieses 5. Staatliche Zentrale Testgelände nach dem rund 400 km entfernten Ort Baikonur. Das Barmin-Entwicklungsbüro wurde mit der Entwicklung des Startplatzes für die R-7 beauftragt. Das Flugtestprogramm der R-7 von diesem Startplatz Nummer 1 begann am 15. Mai 1957. Die ersten drei Testflüge am 15. Mai, 9. Juni und 12. Juni 1957 schlugen aus unterschiedlichen Gründen fehl. Der erste erfolgreiche Flug, und damit der erste erfolgreiche Flug einer Interkontinentalrakete in der Geschichte, fand am 21. August 1957 statt. Die Rakete legte dabei eine Distanz von 6400 km zurück, bevor der Wiedereintrittskörper über dem Pazifischen Ozean zerbrach. Dieser Testflug wurde am 26. August von der sowjetischen Nachrichtenagentur TASS offiziell bekanntgegeben. Die nächsten beiden Flüge am 4. Oktober und 3. November 1957 verliefen ebenfalls erfolgreich und waren zeitgleich die weltweit ersten Satellitenstarts (Sputnik 1 und Sputnik 2). Nach diesen 6 Flügen wurde die R-7 zum ersten Mal überarbeitet und mit einer neuen Sprengkopfsektion ausgerüstet, um die beim vierten Flug aufgetretenen Probleme zu beseitigen. Zwei weitere Testserien folgten vom 29. März 1958 bis zum 10. Juli 1958 und vom 24. Dezember 1958 bis zum 27. November 1959. Bei den 16 Testflügen aus letzterer Serie kamen zum ersten Mal auch 8 Raketen aus dem Werk zur Serienherstellung in Kuibyschew zum Einsatz. Die vorangegangenen Raketen wurden in einer Pilot-Fabrik am Entwicklungsbüro gefertigt. Nach dem erfolgreichen Testprogramm wurde die erste Einheit mit R-7-Raketen im Dezember 1959 auf dem eigens errichteten Angarastartgelände im Gebiet Archangelsk (später das 53. Staatliche Zentrale Testgelände Plessezk) in Kampfbereitschaft versetzt. Der erste Start einer R-7 von Plessezk erfolgte am 15. Dezember 1959. Zwei Tage später wurden die Strategischen Raketentruppen der Sowjetunion als neue Teilstreitkraft des sowjetischen Militärs gegründet. Sie übernahmen die Kontrolle über alle Interkontinentalraketen und Mittelstreckenraketen des Landes. Am 20. Januar 1960 wurde die R-7 offiziell in Dienst gestellt.
Noch während der Testphase der R-7 genehmigte der Ministerrat der UdSSR die Entwicklung eines verbesserten Modells, das R-7A (GRAU-Index 8K74) genannt wurde. Es trug einen leichteren Sprengkopf, ein verbessertes Navigationssystem, stärkere Triebwerke und konnte mehr Treibstoff fassen. Trotzdem hatte die Rakete ein um 4 t geringeres Startgewicht als die Basisversion. Dadurch konnte ihre Reichweite von 8000 km auf 12.000 km gesteigert werden. Das Testflugprogramm der R-7A erfolgte von Dezember 1959 bis Juli 1960. Die Rakete wurde im September 1960 in Dienst gestellt und ersetzte die R-7-Basisversion.

## Einsatz als Interkontinentalrakete
Nach den ersten erfolgreichen Testflügen der R-7 im Jahr 1957 wurde für die sowjetische Führung die Überlegenheit des Konzepts einer Interkontinentalrakete im Vergleich zu interkontinentalen Marschflugkörpern und Langstreckenbombern deutlich. Daher wurde das konkurrierende Buran-Programm von Mjassischtschew noch 1957 gestrichen, das Burja-Programm von Lawotschkin wurde noch bis 1958 fortgesetzt und nach einigen erfolgreichen Testflügen eingestellt. Auch die Entwicklung der strategischen Bomberflotte stagnierte fortan bis Ende der 1970er Jahre. Gegenüber Marschflugkörpern und Bombern versprachen Interkontinentalraketen wie die R-7, die Abwehr jedes Gegners durchdringen zu können und ihre Ziele in kürzester Zeit zu erreichen.
Während der fortschreitenden Entwicklung der R-7 wurde aber auch deutlich, dass das technische Konzept der R-7 gravierende Mängel für den Einsatz als Waffe aufwies. Die ursprüngliche Planungen der sowjetischen Führung sah vor, die R-7 auf geheimen Basen zu stationieren, von wo aus sie im Falle eines amerikanischen Angriffes auf die Sowjetunion einen Gegenschlag ausführen sollten. Es wurde aber sehr bald deutlich, dass die Stationierungsorte der R-7 vor den USA nicht geheim zu halten waren. Die gewaltige Rakete mit ihren 280 t Startmasse brauchte große oberirdische Startanlagen, welche leicht durch Spionageflüge (und später Satellitenaufklärung) zu entdecken waren. Durch die Größe und Komplexität der nötigen Anlagen konnten diese auch nicht gegen nahe Kernwaffenexplosionen gehärtet werden. Die Komplexität des Systems und die spezifische Kombination der Treibstoffe der Rakete führten zu einer erforderlichen Vorbereitungszeit für den Start von annähernd 24 Stunden. Selbst nach der Installation auf der Startrampe dauerte es noch etwa zwei Stunden, bis die Rakete startbereit war. Damit konnte man mit den R-7-Raketen auf einen überraschenden Angriff auf die Sowjetunion nicht reagieren.
Das schwerwiegendste Problem für die R-7 als Waffe waren die Kosten für die Startanlagen. Noch vor dem ersten Flug der R-7 im Jahr 1957 wurde mit dem Bau der ersten Raketenbasis in der Nähe des Ortes Plessezk im Gebiet Archangelsk begonnen. Durch die begrenzte Reichweite der Basisvariante der R-7 mussten die Startanlagen weit im Norden Russlands liegen, damit die Raketen die wichtigsten Ziele in den USA erreichen konnten. Dies verringerte aber nicht nur die Vorwarnzeit im Falle eines Angriffes auf die Startanlagen, sondern erschwerte den Bau beträchtlich, da die geplanten Basen allesamt im Permafrostgürtel lagen. Die ursprüngliche Planung sah den Bau von fünf Abschussbasen mit je zwölf Startrampen für die R-7 vor. Jedoch stellte sich der Bau der ersten dieser Basen als hoch aufwendiges Projekt heraus mit stetig steigenden Kosten und Verzögerungen durch die schwierigen Untergrund- und Klimabedingungen. Die Kosten für eine Abschussbasis wurden schließlich auf etwa 500 Millionen Rubel geschätzt, etwa 5 % des damaligen sowjetischen Verteidigungshaushaltes. Durch die ausufernden Kosten wurde daher im Jahr 1958 beschlossen, nur die 4 im Bau befindlichen Startrampen in Plessezk für die R-7 fertigzustellen und die weiteren Stationierungspläne zu streichen. Die resultierende geringe Anzahl von verfügbaren R-7-Raketen in Kombination mit der geringen Treffgenauigkeit der Rakete (der Maximalfehler lag bei etwa 10 km) bewirkte, dass die Rakete für einen Präventiv- bzw. Erstschlag gegen die USA nutzlos wurde.
Im gleichen Jahr, in dem das R-7-Programm zusammengestrichen wurde, wurde die endgültige Entwicklung der R-16-Interkontinentalrakete des OKB-586 genehmigt, welche viele der Nachteile der R-7 überwinden sollte, vor allem durch den Einsatz lagerfähiger Treibstoffe. Koroljow überzeugte jedoch die sowjetische Regierung davon, dass man auch mit kryogenen Treibstoffen eine leistungsfähige Interkontinentalrakete ohne die Nachteile der R-7 entwickeln könne. So wurde am 13. März die Entwicklung der R-9 genehmigt, so dass die R-7 nun auch innerhalb von OKB-1 Konkurrenz bekam.
Die erste Rampe für die R-7 wurde im Februar 1959 fertiggestellt und die erste Raketeneinheit nahm am 9. Februar 1959 am neuen Standort ihren Dienst auf. Jedoch wurde die erste Rakete erst im Dezember in Kampfbereitschaft versetzt, zusammen mit dem ersten Testflug der R-7 von Plessezk und der Gründung der Strategischen Raketentruppen der Sowjetunion. Die Serienproduktion der Rakete war im gleichen Jahr angelaufen und 30 Stück wurden bestellt, gefolgt von einer weiteren Bestellung von 70 Raketen im Jahr 1960. Bis zum Jahr 1966 sah der aktuelle Fünfjahresplan der UdSSR die Produktion von 210 Raketen vor, darunter aber auch Trägerraketen für das Raumfahrtprogramm.
Mit der Indienststellung der R-7A Ende des Jahres 1960 wurde es möglich, auch von den nun zwei vorhandenen Rampen in Baikonur Ziele in den USA anzugreifen. So bekamen die Rampen in Baikonur neben der Raumfahrt- und Teststartrolle auch eine sekundäre Aufgabe als Startplatz für operative R-7A im Krisenfall. Dies geschah z. B. während der Kuba-Krise im Oktober 1962, als eine R-7A in Baikonur für den Start vorbereitet wurde. Die Rakete wurde allerdings noch nicht auf der Rampe installiert, bevor die Krise beendet wurde. Ab den Jahren 1963 und 1964 wurden auch die Rampen in Plessezk hauptsächlich für Satellitenstarts genutzt und die Bedeutung der R-7 als Waffe geriet mehr und mehr in den Hintergrund. 1968 wurden die letzten R-7A Interkontinentalraketen endgültig außer Dienst gestellt.
Die R-7 wird von vielen Analysten nicht den Interkontinentalraketen der ersten Generation zugerechnet, da sie nur in sehr begrenzter Stückzahl stationiert wurde und sehr viele Einschränkungen für ihren Einsatz hatte. Zum Vergleich konnte die zeitgleich in den USA entwickelte Atlas-Rakete mit der gleichen Treibstoffkombination einen ähnlich starken Sprengkopf wie die R-7 über eine vergleichbare Strecke transportieren bei weniger als der Hälfte der Startmasse, einer Startvorbereitungszeit von nur 15 bis 20 Minuten, einer weit höheren Treffgenauigkeit und der Möglichkeit, sie in Bunkern bzw. Silos zu stationieren. Jedoch spielten all die Unzulänglichkeiten der R-7 für ihren Einsatz als Trägerrakete keine Rolle, und so wurde sie zur Basis der erfolgreichsten Raketenfamilie bis zum heutigen Tag.

## ICBM der 1. Generation im Vergleich
| Staat                                                            | UdSSR                | UdSSR                        | UdSSR             | USA                        | USA                       |
| Rakete                                                           | R-7 / R-7A           | R-16 / R-16U                 | R-9A              | SM-65 Atlas (-D/-E/-F)     | SM-68 Titan I             |
| Entwickler                                                       | OKB-1 (Koroljow)     | OKB-586 (Jangel)             | OKB-1 (Koroljow)  | Convair                    | Glenn L. Martin Company   |
| Entwicklungsbeginn                                               | 1954 / 1958          | 1956 / 1960                  | 1959              | 1954                       | 1958                      |
| erste Einsatzbereitschaft                                        | 1959 / 1960          | 1961 / 1963                  | 1964 / 1964       | 1959 / 1961 / 1962         | 1962                      |
| Ausmusterung bis                                                 | 1961 / 1968          | 1976 / 1976                  | 1976              | 1964 / 1965 / 1965         | 1965                      |
| Reichweite (km)                                                  | 8.000 / 9.500–12.000 | 11.000–13.000                | 12.500            | na                         | 10.000                    |
| Steuerung                                                        | radio-inertial       | inertial                     | radio-inertial    | radio-inertial / inertial  | radio-inertial / inertial |
| CEP (km)                                                         | 10 (Maximalfehler)   | 4,3                          | 8–10              | na                         | <1,8                      |
| Startmasse (t)                                                   | 280 / 276            | 141 / 147                    | 80                | 118 / 122 / 122            | 103                       |
| Stufen                                                           | 1,5                  | 2                            | 2                 | 1,5                        | 2                         |
| Treibstoffkombination                                            | Kerosin / LOX        | UDMH / Salpetersäure         | Kerosin / LOX     | Kerosin / LOX              | Kerosin / LOX             |
| Stationierungsart                                                | Startrampe           | Startrampe / Silo            | Startrampe / Silo | Startrampe / Bunker / Silo | Silo                      |
| max. Überdruck (psi; Schutz der Startanlage bei naher Explosion) | k. A.                | k. A. / 28                   | k. A. / 28        | k. A. / 25 / 100           | 100                       |
| Reaktionszeit                                                    | etwa 24h             | 10 Minuten – mehrere Stunden | 20 min / 8–10 min | 15–20 min                  | 15–20 min                 |
| Garantiezeit (bei höchster Alarmbereitschaft)                    | k. A.                | 30 Tage (betankt)            | 1 Jahr            | k. A.                      | 5 Jahre                   |
| Explosionsstärke des Sprengkopfes (MT)                           | 3–5                  | 3–6                          | 5                 | 1,44 / 3,75 / 3,75         | 3,75                      |
| max. stationierte Anzahl                                         | 6                    | 186                          | 23                | 30 / 27 / 72               | 54                        |

## Technik

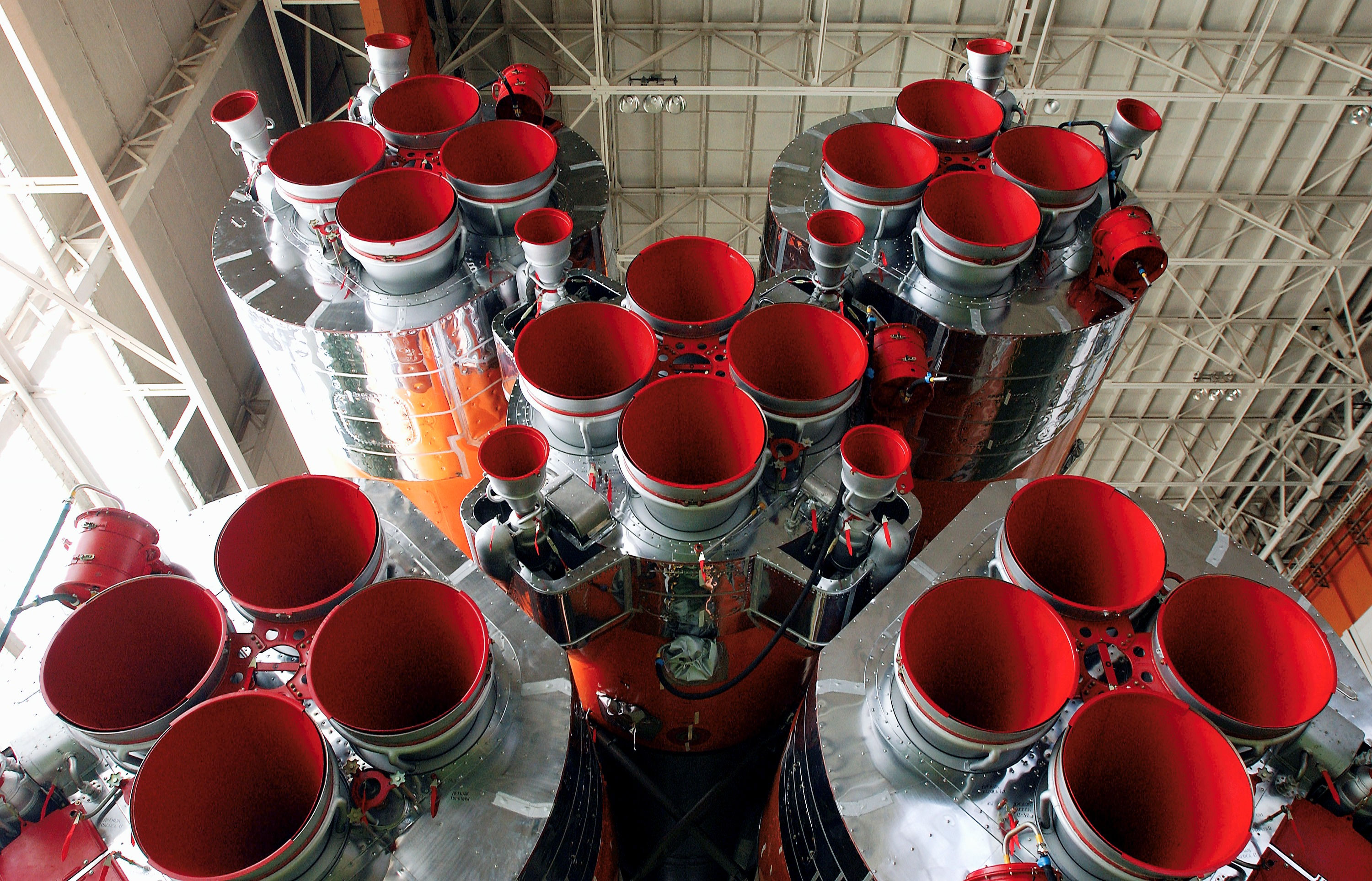
Triebwerke der ersten und zweiten Stufe einer Sojus-Rakete, die der R-7 sehr ähnlich sind

Kernproblem der sowjetischen Raketenentwicklung war zunächst, in kurzer Zeit große Nuklearsprengköpfe interkontinental zu bewegen. Daher wurde intensiv nach leistungsfähigen Konzepten gesucht, bei denen Entwicklungszeit für Raketenmotoren gespart werden konnte. Als das vielversprechendste zeigte sich die Bündelung gleichartiger Antriebe mit gleichzeitiger Zündung aller Stufen am Boden. So konnte vor dem Abheben der Rakete geprüft werden, ob alle Triebwerke fehlerfrei arbeiten, erst dann wurde die Rakete vom Starttisch freigegeben.
Eine Interkontinentalrakete war jedoch nur mit einem zweistufigen Konzept realisierbar. Dies verwirklichte man durch eine längere Zentralstufe für das mittlere Triebwerk, die nach der Abtrennung der äußeren vier Stufen (Booster) die Nutzlast weiter beschleunigte. Auch ging man damit dem Problem aus dem Weg, die zweite Stufe der Rakete im Flug zünden zu müssen, was seinerzeit technologisch noch nicht gelöst war. Ungenutzte Restmengen des Treibstoffs, die auch die Reichweite der Rakete beeinträchtigt hätten, wurden durch das Tankentleerungssystem SOBIS verhindert. Hierfür wurde fortlaufend der Füllstand der Tanks mit Flüssigsauerstoff und des Kerosin gemessen und die jeweilige Zufuhr einer Treibstoffkomponente gedrosselt bzw. erhöht, so dass die Tanks gleichmäßig entleert wurden.
Die Zentralstufe (2. Stufe) der R-7 verwendete ein RD-108-Raketentriebwerk mit vier Brennkammern und vier schwenkbarenVernierdüsen zur Richtungskontrolle und Drallstabilisierung. Die Booster verwendeten mit RD-107 fast die gleichen Triebwerke, jedoch mit nur zwei Vernierdüsen. Als Steuerung eigneten sich bei der relativ symmetrischen Schubcharakteristik einfache Kreiselsysteme mit Zeitschaltelementen. Die Grundrichtung wurde durch einen drehbaren Starttisch vorgegeben. Erst der Start größerer Satelliten auf definierte Umlaufbahnen erforderte Oberstufen.
Da man in den 1950er Jahren noch über keine Erfahrungen im Betrieb und Start größerer Raketen verfügte und Beschädigungen der ziemlich breiten R-7 durch Windstöße befürchtete, entwarfen die Ingenieure für die R-7 einen ausgeklügelten Starttisch, der auch bei ihren Nachfolgern zum Einsatz kam: Die Rakete stand nicht auf einer Plattform, sondern wurde an ihren seitlichen Boostern so aufgehängt, dass sich die Startarme wie die Blätter einer Blume um sie schlossen; das Prinzip wurde daher auch „Tulpe“ genannt. Beim Start öffneten sich die Arme genau in dem Moment, als der Schub der Triebwerke das Eigengewicht der Rakete ausglich und erst dann konnte die Rakete den Starttisch verlassen. Dadurch wurde auch sichergestellt, dass ein Abheben nur dann erfolgte, wenn alle Booster gleichmäßig Schub lieferten. Das Konzept erscheint im Vergleich zu Starttischen späterer Raketen kompliziert, in den fast 50 Jahren des Betriebs der R-7 und ihrer Nachfolger gab es aber keinen Zwischenfall an der Startanlage.

## Einsatz als Trägerrakete

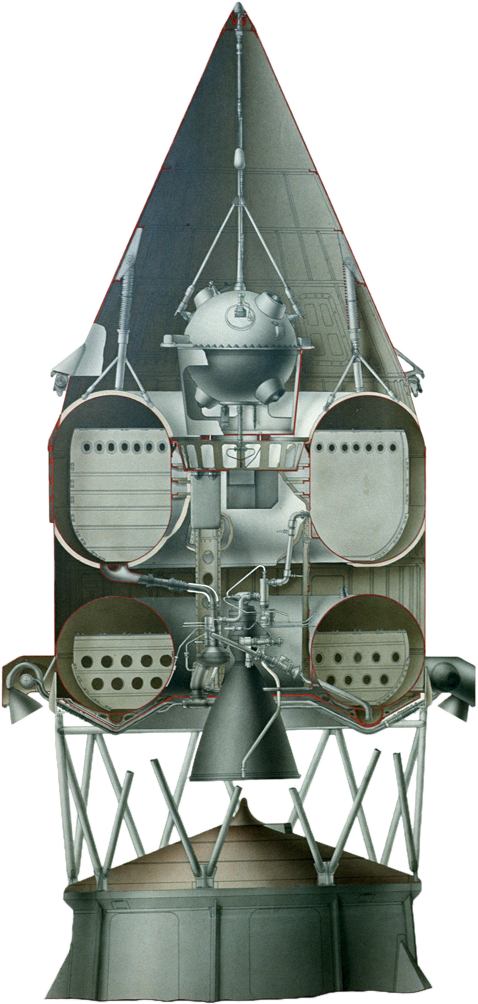
Mit Mondsonde als Nutzlast

Varianten und Weiterentwicklungen

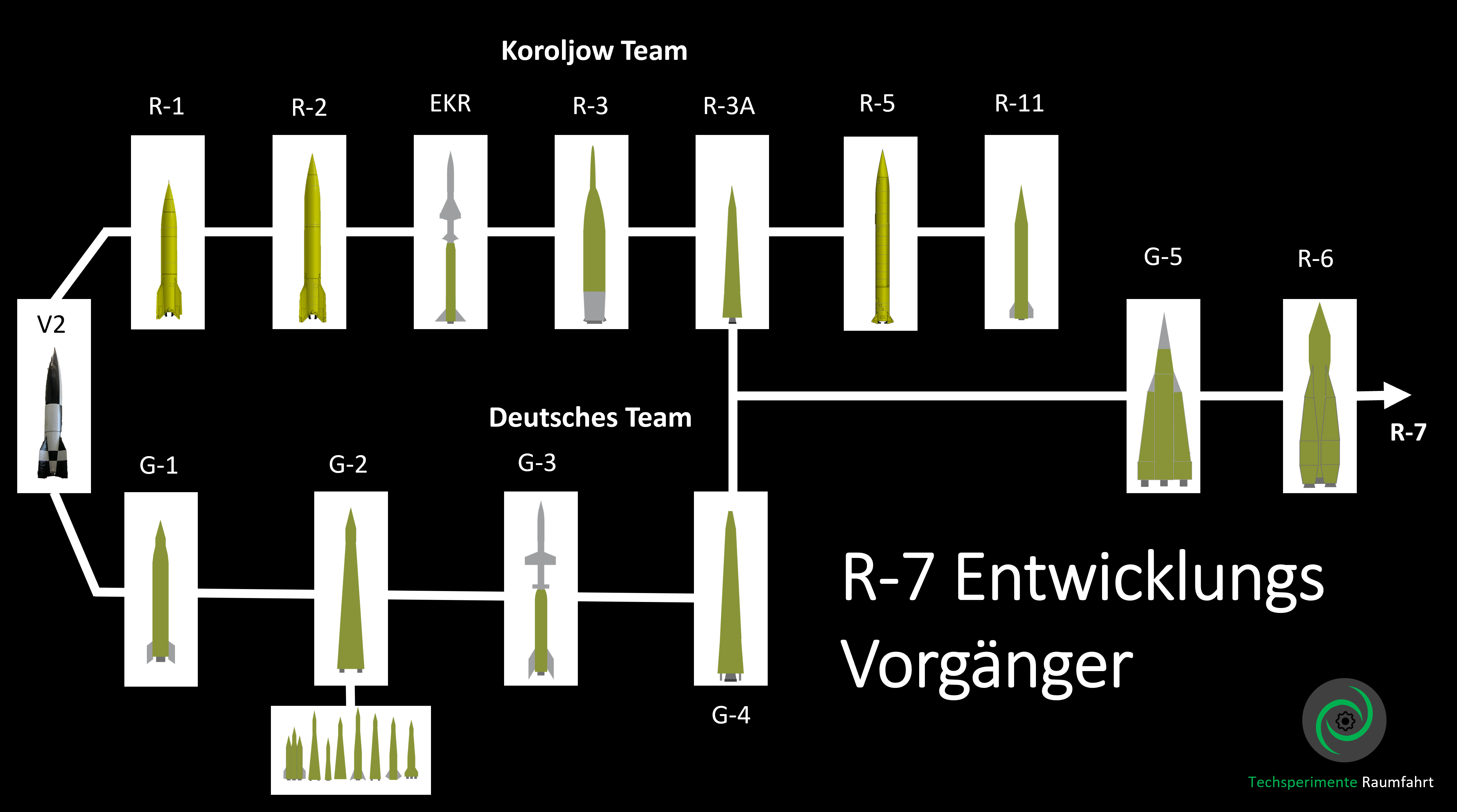
Genealogie der Entwicklungsgeschichte der R-7

Obwohl als Waffensystem ein Misserfolg, wurde die R-7 zu einer Familie von Trägerraketen für die Raumfahrt weiterentwickelt, die seitdem intensiv zum Starten von unterschiedlichsten Nutzlasten, u. a. von bemannten Raumschiffen und interplanetaren Raumsonden bis heute eingesetzt wird. Der erste Satellit wurde noch mit einer gewöhnlichen R-7 gestartet, die dadurch den Namen Sputnik erhielt. Lediglich die Sektion der Rakete, die den Sprengkopf und die Flugsteuerung enthielt, wurde abgebaut und an ihre Stelle kam ein kleinerer konischer Adapter, der nur die für einen Flug notwendigsten Systeme enthielt. Später entstand durch Modifizierungen an den Triebwerken die Sputnik-3-Rakete, die nach einem anfänglichen Fehlstart am 15. Mai 1958 den Sputnik-3-Satelliten ins All beförderte. Die weiteren Modifizierungen der R-7 betrafen das Hinzufügen von neuen Stufen, neue Triebwerke usw. Im Laufe der Jahre entstanden mehrere Varianten der Trägerraketen, die ständig modifiziert wurden und heute zu den weltweit robustesten und zuverlässigsten Raketen zählen:
- Wostok: eine R-7 mit einer zusätzlichen dritten Stufe. Erststart 1958, heute nicht mehr im Einsatz.
- Luna: eine andere Bezeichnung einer frühen Version der Wostok. Startete die ersten Lunik-Sonden, heute nicht mehr im Einsatz.
- Molnija: eine R-7 mit einer neuen und größeren dritten Stufe und einer vierten Stufe für hochfliegende Satelliten und interplanetare Raumsonden. Erststart 1960, bis 2010 im Einsatz.
- Woschod: eine Molnija ohne die vierte Stufe für Nutzlasten in niedrige Orbits. Erststart 1963, heute nicht mehr im Einsatz.
- Poljot: eine zweistufige Version der Woschod. Erststart 1963, heute nicht mehr im Einsatz.
- Sojus: eine leicht modifizierte Woschod. Erststart 1966, bis heute im Einsatz.
- Sojus-Fregat: eine Sojus mit zusätzlicher vierter Stufe (Fregat) für hochfliegende Satelliten und interplanetare Raumsonden. Erststart 2000, bis heute im Einsatz.
- Sojus 2: eine Sojus mit digitaler Flugsteuerung und neuer dritter Stufe. Erststart 2004.
- Jamal/Aurora/Onega/Sojus 3: geplante bzw. vorgeschlagene Weiterentwicklungen der Sojus, die über eine Zentralstufe mit größerem Durchmesser, neue Drittstufe, andere Triebwerke und eine gegenüber der Sojus etwa um ein Viertel höhere Startmasse verfügen. Derzeit in der Konzeptstudie-Phase.

### Daten der Trägerraketen auf der Basis der R-7
Stand: 15. September 2021
| Träger                      | GRAU- Index   | Stufen  | Höhe (m) | Start- masse (t) | Starts | davon Fehl- starts | nach Startplatz | nach Startplatz | nach Startplatz | nach Startplatz | Einsatz       | Einsatz |
| Träger                      | GRAU- Index   | Stufen  | Höhe (m) | Start- masse (t) | Starts | davon Fehl- starts | Bai             | Ple             |                 |                 | vom           | bis     |
| --------------------------- | ------------- | ------- | -------- | ---------------- | ------ | ------------------ | --------------- | --------------- | --------------- | --------------- | ------------- | ------- |
| ICBM R-7                    | 8K71          | 2       |          |                  | 250    | 90                 | 25              |                 |                 |                 | 15. Mai 1957  | 1960    |
| Sputnik                     | 8K71PS        | 2       | 29,167   | 267              | 20     | 0                  | 2               |                 |                 |                 | 4. Okt. 1957  | 1957    |
| Sputnik-3                   | 8A91          | 2       | 31       | 269              | 20     | 10                 | 2               |                 |                 |                 | 3. Feb. 1958  | 1958    |
| Wostok (Luna)               | 8K72          | 3       | 33,500   | 279              | 130    | 70                 | 13              |                 |                 |                 | 23. Sep. 1958 | 1960    |
| ICBM R-7A                   | 8K74          | 2       |          |                  | 260    | 20                 | 23              | 3               |                 |                 | 23. Dez. 1959 | 1967    |
| Molnija                     | 8K78          | 4       | 43,440   | 305              | 400    | 200                | 40              | –               |                 |                 | 10. Okt. 1960 | 1967    |
| Wostok-K                    | 8K72K         | 3       | 38,246   | 287              | 130    | 20                 | 13              | –               |                 |                 | 22. Dez. 1960 | 1964    |
| Wostok-2                    | 8A92          | 3       | 38,246   | 287              | 440    | 70                 | 38              | 6               |                 |                 | 1. Juni 1962  | 1967    |
| Poljot                      | 11A59         | 2       | 30       | 277              | 20     | 0                  | 2               | –               |                 |                 | 1. Nov. 1963  | 1964    |
| Woschod                     | 11A57         | 3       | 44,628   | 298              | 2990   | 140                | 133             | 166             |                 |                 | 16. Nov. 1963 | 1976    |
| Molnija-М                   | 8K78M         | 4       | 43,440   | 305              | 2800   | 140                | 50              | 230             |                 |                 | 19. Feb. 1964 | 2010    |
| Wostok-2М                   | 8A92M         | 3       | 38,246   | 287              | 940    | 20                 | 14              | 80              |                 |                 | 28. Aug. 1964 | 1991    |
| Wostok-2A                   | 11A510        | 2       | 38,246   | 287              | 20     | 0                  | 2               | –               |                 |                 | 27. Dez. 1965 | 1966    |
| Sojus                       | 11A511        | 3       | 50,670   | 308              | 310    | 20                 | 31              | –               |                 |                 | 28. Nov. 1966 | 1976    |
| Sojus-L                     | 11A511L       | 3       | 44       | 305              | 30     | 0                  | 3               | –               |                 |                 | 24. Nov. 1970 | 1971    |
| Sojus-М                     | 11A511M       | 3       | 50,670   | 310              | 80     | 0                  | –               | 8               |                 |                 | 27. Dez. 1971 | 1976    |
| Sojus-U                     | 11A511U       | 3       | 51,100   | 313              | 7760   | 200                | 340             | 436             |                 |                 | 18. Mai 1973  | 2017    |
| Sojus-U2                    | 11A511U2      | 3       | 51,100   | 313              | 720    | 0                  | 72              | –               |                 |                 | 23. Dez. 1982 | 1995    |
| Sojus-U/Ikar                | 11A511U       | 4       | 47,285   | 308              | 60     | 0                  | 6               | –               |                 |                 | 9. Feb. 1999  | 1999    |
| Sojus-U/Fregat              | 11A511U       | 4       | 46,645   | 308              | 40     | 0                  | 4               | –               |                 |                 | 8. Feb. 2000  | 2000    |
| Sojus-FG                    | 11A511FG      | 3       | 49,476   | 305              | 590    | 10                 | 59              | –               |                 |                 | 20. Mai 2001  | 2019    |
| Sojus-FG/Fregat             | 11A511FG      | 4       |          | 305              | 100    | 0                  | 10              | –               |                 |                 | 2. Juni 2003  | 2012    |
| ▲ ausgemustert im Einsatz ▼ |               |         |          |                  |        |                    |                 |                 |                 |                 |               |         |
| Träger                      | GRAU- Index   | Stufen  | Höhe (m) | Start- masse (t) | Starts | davon Fehl- starts | nach Startplatz | nach Startplatz | nach Startplatz | nach Startplatz | Einsatz       | Einsatz |
| Träger                      | GRAU- Index   | Stufen  | Höhe (m) | Start- masse (t) | Starts | davon Fehl- starts | Bai             | Ple             | Wos             | CSG             | seit          | bis     |
| Sojus-2.1a                  | 14A14 372RN16 | 3       |          |                  | 260    | 10                 | 22              | 4               | 0               |                 | 8. Nov. 2004  |         |
| Sojus-2.1a/Fregat           | 14A14 372RN16 | 4       | 50,670   | 311              | 180    | 20                 | 8               | 8               | 2               | 19. Okt. 2006   |               |         |
| Sojus-2.1b/Fregat           | 14A15 372RN17 | 4       | 50,670   | 311              | 390    | 30                 | 9               | 23              | 7               | 27. Dez. 2006   |               |         |
| Sojus-2.1b                  | 14A15 372RN17 | 3       |          |                  | 110    | 0                  | 3               | 8               | 0               | 26. Juli 2008   |               |         |
| Sojus ST-B/Fregat           | 372RN21       | 4       | 46,2     | 315              | 160    | 10                 |                 |                 |                 | 16              | 21. Okt. 2011 | 2022    |
| Sojus ST-A/Fregat           | 372RN21       | 4       | 46,2     | 315              | 90     | 0                  | 9               | 17. Dez. 2011   |                 |                 |               | 2022    |
| Sojus-2.1w/Wolga            | 131KS         | 3       | 44       |                  | 50     | 0                  | 0               | 5               | 0               |                 | 28. Dez. 2013 |         |
| Sojus-2.1a/Wolga            |               | 4       |          |                  | 10     | 0                  | 0               | 0               | 1               | 28. Apr. 2016   |               |         |
| Sojus-2.1w                  | 131KS         | 2       | 44       | 156              | 20     | 0                  | 0               | 2               | 0               | 29. März 2018   |               |         |
| Gesamt:                     | Gesamt:       | Gesamt: | Gesamt:  | Gesamt:          | 1936   | 1080               | 923             | 979             | 9               | 25              |               |         |

aFehlstarts = Die Nutzlast wurde nicht in die vorgesehene Umlaufbahn ausgesetzt.
kursiv = geplant
Quelle für alle Startstatistiken: Gunter’s Space Page, mit Korrektur des Raketentyps für die Mission Progress MS-07 z. B. per Russian Space Web